# Institut für Atemgasanalytik
Das Institut für Atemgasanalytik ist ein Institut der  Universität Innsbruck. Es wurde als eine außeruniversitäre Forschungseinrichtung der Österreichischen Akademie der Wissenschaften (ÖAW) in Dornbirn gegründet; 2006 als Forschungsstelle und 2010 zum Institut umgewandelt.
Am 1. Februar 2014 wurde das Institut an die Universität Innsbruck übertragen und in die Fakultät für Geo- und Atmosphärenwissenschaften eingegliedert. Seit 1. Jänner 2017 gehört es zur Fakultät für Chemie und Pharmazie.

## Forschungsschwerpunkte
Ziel des Institutes ist die Entwicklung der Atemgasanalyse für die medizinische Diagnostik.
Das Institut wurde bis November 2014 von Anton Amann geleitet. Derzeitiger Institutsleiter ist Christopher Mayhew (ab 21. November 2016).